# Condado de Madison (Idaho)
El condado de Madison (en inglés: Madison County), fundado en 1913, es uno de los 44 condados del estado estadounidense de Idaho. En el año 2000 tenía una población de 27.467 habitantes con una densidad poblacional de 22.5 personas por km². La sede del condado es Rexburg.

## Geografía
Según la Oficina del Censo, el condado tiene un área total de 1226 km² (473,4 mi²), de la cual 1221 km² (471,4 mi²) es tierra y 5 km² (1,9 mi²) (0.39%) es agua.

### Condados adyacentes
- Condado de Fremont - norte
- Condado de Teton - este
- Condado de Bonneville - sur
- Condado de Jefferson - oeste

### Carreteras
- - US 20
- - SH-33

## Demografía
En el 2000 la renta per cápita promedia del condado era de $32,607, y el ingreso promedio para una familia era de $40,880. En 2000 los hombres tenían un ingreso per cápita de $29,299 versus $18,628 para las mujeres. El ingreso per cápita para el condado era de $10,956. Alrededor del 30.50% de la población estaba bajo el umbral de pobreza nacional.

## Ciudades
- Rexburg
- Sugar City
- Thornton